# 塞文奧克斯 (英國國會選區)
塞文奧克斯（英語：Sevenoaks），英國國會一郡選區，包括英格蘭東南部肯特郡西部、塞文歐克斯區北部大部分地區。
始設於1885年，除了1923年曾支持自由黨以外，一直支持保守黨。在2010年大選中自1997年起任議員的房應麟以56.8%選票連任。